# 1996年アトランタオリンピックのルーマニア選手団
1996年アトランタオリンピックのルーマニア選手団（1996ねんアトランタオリンピックのルーマニアせんしゅだん）は、1996年7月19日から8月4日にかけてアメリカ合衆国のジョージア州アトランタで開催された1996年アトランタオリンピックのルーマニア選手団、およびその競技結果。

## 概要
今大会は金メダル4個、銀メダル7個、銅メダル9個の合計20個のメダルを獲得した。

## メダル
| メダル | 選手名 | 競技 | 種目         |
| ------ | --- | ---- | ------------ |
| 金     | シモナ・アマナール | 体操 | 女子跳馬     |
| 銀     | ガブリエラ・サボー | 陸上 | 女子1500m    |
| 銀     | マリウス・ウルジカ | 体操 | 男子あん馬   |
| 銀     | ダン・ブルニカ | 体操 | 男子つり輪   |
| 銀     | ジーナ・ゴージャン | 体操 | 女子個人総合 |
| 銀     | シモナ・アマナール | 体操 | 女子ゆか     |
| 銅     | シモナ・アマナール | 体操 | 女子個人総合 |
| 銅     | ラビニア・ミロソビッチ | 体操 | 女子個人総合 |
| 銅     | ジーナ・ゴージャン | 体操 | 女子跳馬     |
| 銅     | ジーナ・ゴージャン | 体操 | 女子平均台   |
| 銅     | ミレラ・ツグラン ラビニア・ミロソビッチ ジーナ・ゴージャン イオネラ・ロアイエス アレクサンドラ・マリネスク シモナ・アマナール | 体操 | 女子団体総合 |